# Нижняя (Холмогорский район)
Нижняя — деревня в Холмогорском районе Архангельской области.

## География
Находится в центральной части Архангельской области на расстоянии приблизительно 8 км на запад по прямой от села Емецк на правом берегу реки Ваймуга.

## История
В 1905 году здесь (тогда деревня Холмогорского уезда Архангельской губернии) было учтено 16 дворов. До 2022 года входила в Емецкое сельское поселение до его упразднения.

## Население
Численность населения: 113 человек (1905 год), 13 (русские 77 %) в 2002 году, 9 в 2010.